# Iglesia de Nuestra Señora de la Encarnación (Olvera)

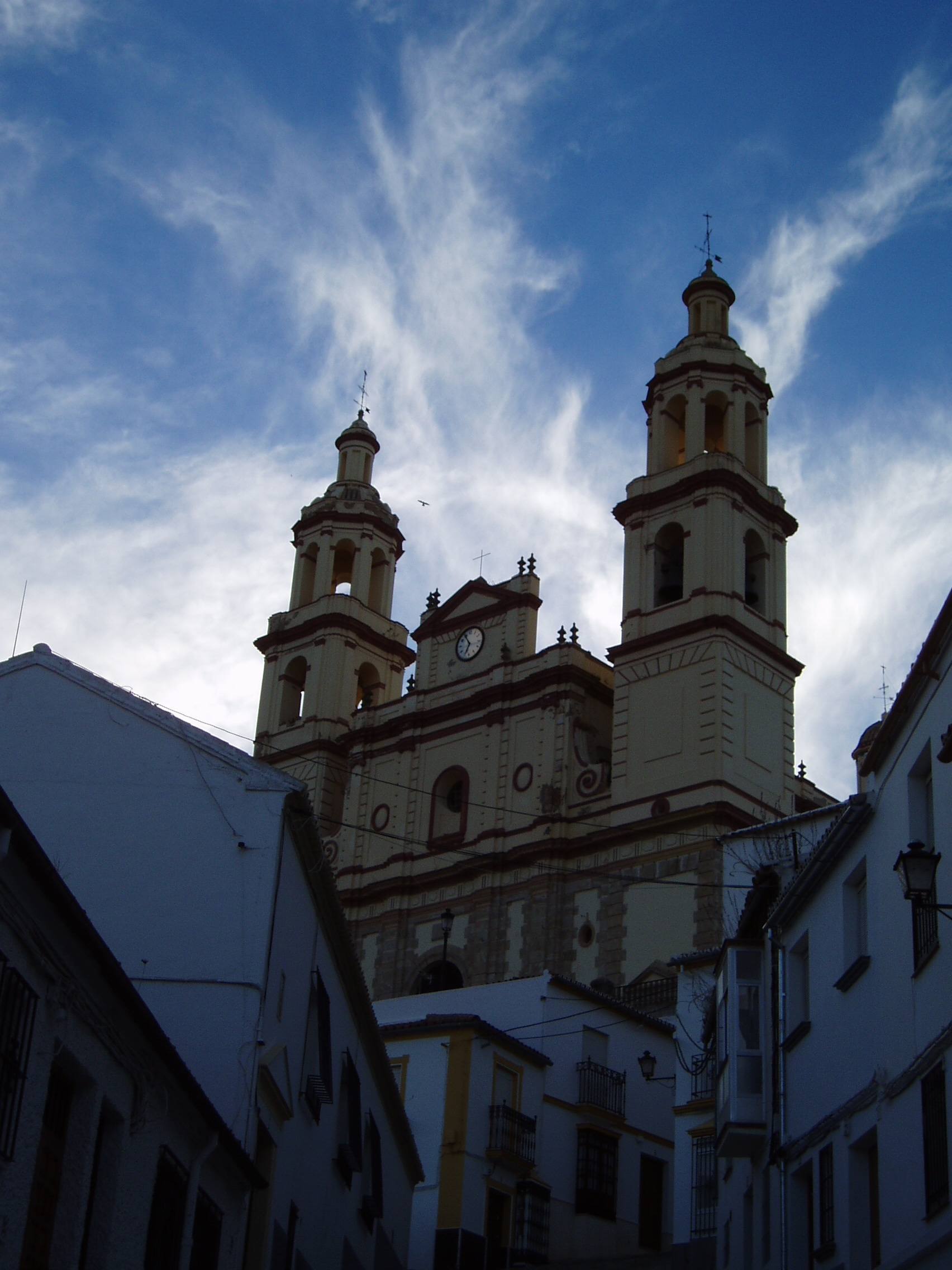
Fachada principal

La iglesia de Nuestra Señora de la Encarnación es un templo católico de estilo neoclásico situado en el municipio de Olvera (provincia de Cádiz, España) se ubica en la plaza de la Iglesia y es uno de los principales monumentos de la localidad, elevándose su silueta sobre el perfil urbano. De monumental fachada de recortadas líneas y volúmenes, la iglesia de la Encarnación se levanta por encima del resto de las edificaciones que hay en Olvera. 

## Historia
Se trata de una construcción neoclásica mandada erigir a finales del siglo XVIII por los duques de Osuna y culminada en 1843, tras el posterior derribo en 1822 de la antigua iglesia Mayor, con la misma advocación. De esa antigua Iglesia solo se conserva su ábside. Sabemos que el antiguo templo, bajo los cimientos del actual, fue mandado construir por Juan Téllez Girón II y que su estilo arquitectónico fue el gótico-mudéjar con una sola torre y campanario.
La fachada principal de la actual Iglesia se sitúa sobre parte de lo que se conoce como Mirador de la Iglesia, un conjunto de actuaciones urbanísticas de la Plaza destinadas a su acondicionamiento y realce. El propio Mirador se ejecutó a partir de la compra por parte del Ayuntamiento de la vivienda del sacristán que se encontraba adosada al ábside de la antigua Iglesia Mayor. Su derribo permitió el ensanche y la explanación de dicho Mirador que ofrece una amplia panorámica del conjunto urbanístico de la ciudad.
La última restauración comenzó allá por 1994 estando cerrada al culto hasta la finalización de las obras finales del 1999.
En septiembre de 2004 la combustión de la imagen de Nuestro Señor Jesucristo Yacente, perteneciente a la hermandad del Santo Entierro, dejó el lugar en lamentables condiciones lo que hizo que fuera precisa una nueva restauración. En diciembre de 2010, la iglesia volvió a abrir sus puertas.

## Descripción

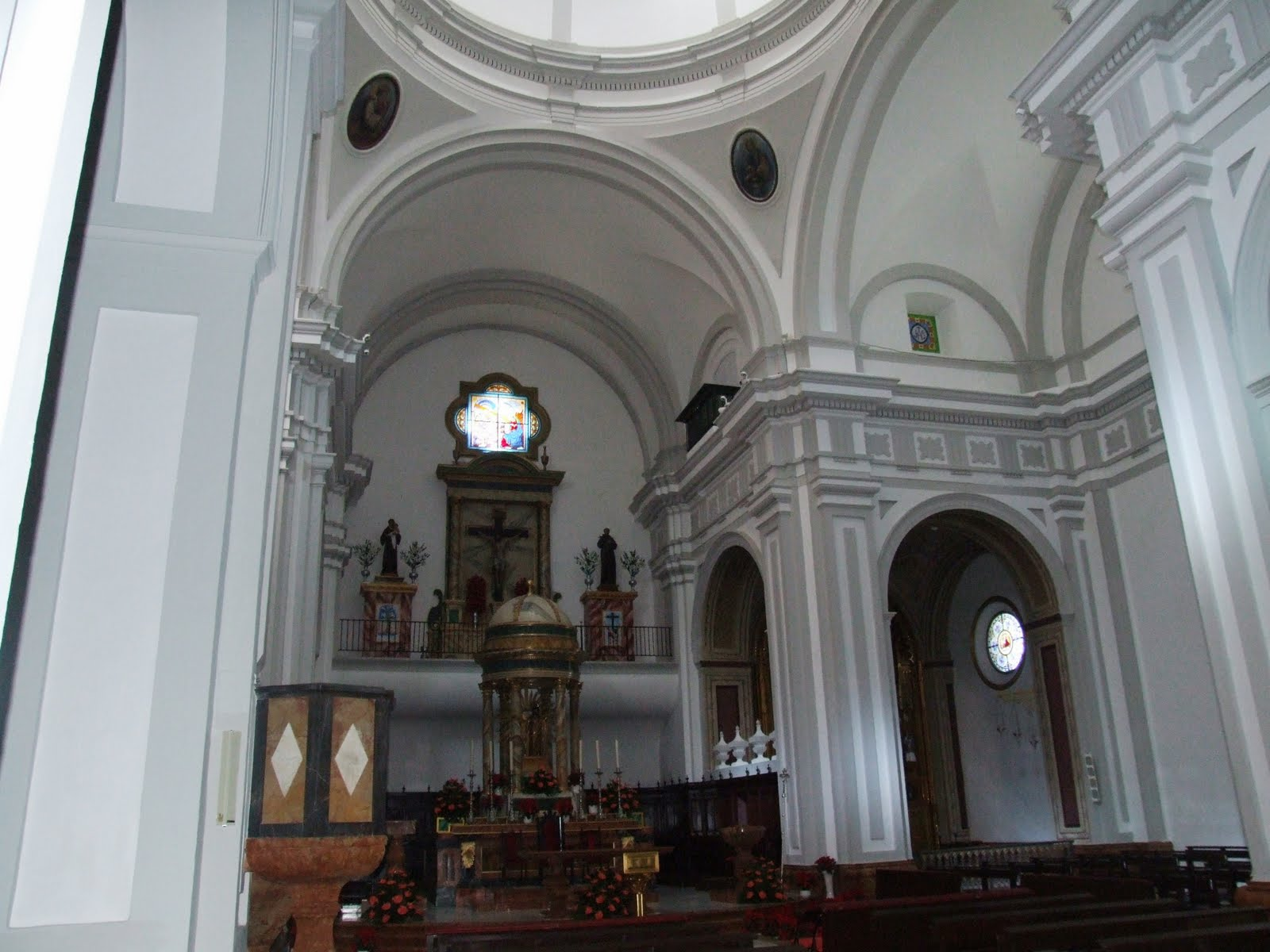
Interior de la Parroquia de Nuestra Señora de la Encarnación

### Exterior
La fachada de la Iglesia actual, de claro estilo neoclásico con líneas y volúmenes recortados, está formada por tres cuerpos en altura, cuatro para sendas torres o campanarios. En el primer cuerpo encontramos un arco de medio punto que da entrada a la nave principal de la Iglesia. El segundo es el destinado a cerrar la cubierta central de la nave y en su fachada presenta un ojo enmarcado en una especie de hornacina. El tercer cuerpo o remate de la fachada se cierra con el reloj, elemento característico pues suele ubicarse más bien en la casa consistorial, que no dispone de él, que en la fachada de la Iglesia. Sabemos que este elemento si fue costeado por el Ayuntamiento y que estuvo sin él un largo tiempo después de su construcción, hasta 1902.
Los campanarios se levantan a modo de cubos gemelos. Ambos presentan acceso a través de una puerta por la fachada principal. El segundo cuerpo es liso y alberga la escalera de acceso al campanario y el tercero presenta cuatro arcos abiertos en sus cuatro lados, donde se ubican las campanas. Finalmente, el último cuerpo se remata a modo de octógono abierto por cuatro arcos y coronado por una pequeña linterna.

### Interior
El interior del templo presenta tres naves, la central de mayor altura y amplitud, bajo bóvedas de cañón, crucero con cúpula y linterna y gran riqueza de materiales, entre ellos los que destaca el mármol italiano. En las naves laterales se disponen los altares.
Entre ellos cabe destacar los de las propias cofradías penitenciales de Semana Santa como los del Santo Entierro, la de Jesús Nazareno o la de la Veracruz. El altar mayor está dedicado al patrón de Olvera, San José. A la derecha del mismo se sitúa el Sagrario bajo una imagen de Jesús Resucitado. Las pechinas de la cúpula, sobre el crucero, presentan cada una imágenes de los cuatro evangelistas. Hay que destacar también el inmenso órgano situado sobre la puerta de entrada y la capilla bautismal, ubicada en el ábside de la antigua Iglesia Mayor.